# ATP Buenos Aires 1988
L'ATP Buenos Aires 1988 è stato un torneo di tennis giocato sulla terra rossa. È stata la 58ª edizione del torneo, che fa parte del Nabisco Grand Prix 1988. Si è giocato a Buenos Aires in Argentina dal 7 al 14 novembre 1988.

## Campioni

### Singolare maschile
Javier Sánchez ha battuto in finale  Guillermo Pérez Roldán con il punteggio di 6–2, 7–6

### Doppio maschile
Carlos Costa /  Javier Sánchez hanno battuto in finale  Eduardo Bengoechea /  José Luis Clerc con il punteggio di 6–3, 3–6, 6–3